# Sông Cấp Thủy
Cấp Thủy (急水溪, Cấp Thủy khê) là một dòng sông tại Đài Loan. Sông có chiều dài 65 km, diện tích lưu vực là 379 km². Sông khởi nguồn từ đỉnh núi Đống Tử thuộc Gia Nghĩa, đoạn thượng lưu của Cấp Thủy còn được gọi với tên "Bạch Thủy", sông chảy qua Đài Nam rồi đổ ra eo biển Đài Loan.

## Phụ lưu
- Cấp Thủy：Đài Nam, Gia Nghĩa - 65 km
  - Quy Trọng：Liễu Doanh, Đông Sơn, Bạch Hà - 35 km
    - Lộc Liêu：Đông Sơn, Đài Nam
    - Gia Rong：Đông Sơn, Đài Nam
    - Bắc Liêu：Đông Sơn & Bạch Sa, Đài Nam

  - Lục Trọng：Đông Sơn & Bạch Sa, Đài Nam - 35 km
    - Thạch Nhã：Bạch Sa, Đài Nam

  - Bạch Thủy：Bạch Sa, Đài Nam, Trung Phố, Đại Phố, Gia Nghĩa - 20 km
    - Trục Tử Đầu：Bạch Sa, Đài Nam
    - Tam Trọng：Bạch Sa, Đài Nam; Trung Phố & Đại Phố, Gia Nghĩa